# Niesslia lobariae
Niesslia lobariae är en lavart som beskrevs av Etayo & Diederich 1996. Niesslia lobariae ingår i släktet Niesslia och familjen Niessliaceae.  Arten är reproducerande i Sverige. Inga underarter finns listade i Catalogue of Life.